# Arthur Ingram Boreman
Arthur Ingram Boreman, ameriški politik, * 24. julij 1823, Waynesburg, Pensilvanija, † 19. april 1896, Parkersburg, Zahodna Virginija.